# 银毛叶山黄麻
银毛叶山黄麻（学名：Trema nitida）为榆科山黄麻属下的一个种。

## 扩展阅读
- 維基物種上的相關：银毛叶山黄麻